# Diedrich Sägelken
Diedrich Sägelken (* 1816; † 1891) war ein deutscher Pädagoge und Parlamentarier.

## Leben
Diedrich Sägelken studierte an den Universitäten Jena und Halle. 1837 wurde er Mitglied des Corps Thuringia Jena. 1838 schloss er sich dem Corps Saxonia Jena und 1839/40 dem Corps Saxonia Halle an. Nach dem Studium wurde er Lehrer. Er war Rektor der höheren Bürgerschule in Idar und in Rodenkirchen. Zuletzt lebte er im Ruhestand in Varel in Oldenburg.
Von 1860 bis 1863 gehörte Sägelken dem Oldenburgischen Landtag an.